# Bilious Paths
Albums de µ-Ziq
Royal Astronomy
(1999) Duntisbourne Abbots Soulmate Devastation Technique
(2007)
Bilious Paths est le sixième album de µ-Ziq, sorti en 2003 sur Planet Mu.

## Développement
Bilious Paths sort quatre ans après son prédécesseur Royal Astronomy, soit une longue période peu profilique juste entrecoupée de l'album Full Sunken Breaks en tant que Kid Spatula et de quelques EPs sous divers alias. Michael Paradinas s'en justifie principalement par ses difficultés à apprivoiser son nouveau logiciel Logic Pro, mais également le crash de son disque dur vers 2001 qui lui aura fait perdre une grande partie de son travail. Il ajoute un certain besoin de s'écarter de la composition pour se consacrer à la vie de tous les jours, à ses amis et bien-sûr à son label Planet Mu, désormais libéré de ses contraintes vis-à-vis de Virgin Records, et parmi elles l'interdiction de publier d'autres disques que les siens.
Musicalement, Bilious Paths creuse la voie de Lunatic Harness, sans toutefois « lâcher quelque chose de drastiquement nouveau », comme le note Pitchfork. On y retrouve un son qu'AllMusic estime immédiatement identifiable à son auteur, et que Les Inrockuptibles décrit comme la marque d'un « sens mélodique très délicat, toujours à la limite entre le grossier et l’évanescent ». Le titre Octelcogopod est en fait un remix de Electric Company (en) « conséquemment » modifié par Michael Paradinas. Silk Ties est une version remontée de celle présente sur le deux titres Imperial Break / Silk Ties sorti en 2001 sur Deathchant, et est signé Rude Ass Tinker, un autre de ses alias. Enfin Grape Nut Beats (Pt.1) est une reprise du remix dit « 6/8 » qu'avait fait µ-Ziq quelques mois plus tôt pour The DJ Producer.

## Réception
Si elles divergent sur les morceaux mis en avant, les critiques se rejoignent sur le caractère abouti mais également peu novateur du disque. Comme le détaille le webzine IndiePopRock, µ-Ziq « n’a rien inventé, mais il est toujours si pertinent qu’on arrive à se demander parfois s’il ne dépasse pas la source ».
Certaines critiques sont franchement conquises. Ainsi Orlando Weekly (en), selon qui « Bilious Paths regroupe aisément tout ce qui rend le projet µ-Ziq si intéressant », ou PopMatters, pour qui il prouve « que µ-Ziq est un indiscutable géant de l'IDM, même si peu peuvent le voir ». Dans la même veine, College Music Journal voit dans ce nouvel album l'illustration qu'il « crée une musique sur un plan plus élevé que la plupart des artistes de musique électronique », et conclut par un parallèle avec « un fabuleux voyage en train droit dans un mur de briques ».
Mais l'insistance de Paradinas à creuser ses habituelles veines drill and bass et IDM lasse aussi certains chroniqueurs. En particulier Uncut, qui lui réserve la note minimale, ne discerne aucun progrès depuis son précédent opus Royal Astronomy. Moins sévère, le webzine Prefix Mag souligne ses rythmiques complexes et ses improvisations, mais regrette aussi son « refus de rester en place », ainsi que la faible qualité d'enregistrement du disque. Finalement, il réserve ce dernier aux « disciples restés loyaux à l'IDM de la moitié des années 1990 », et le note d'un médiocre 6/10.
Malgré tout Bilious Paths remporte un certain succès, puisqu'il devient l'album le plus vendu de Planet Mu, un titre qu'il léguera deux ans plus tard au Rossz Csillag Alatt Született de Venetian Snares.

## Liste des titres
| 1.    | Johnny Mastricht              | µ-Ziq                 | 4:12 |
| 2.    | Meinheld                      | µ-Ziq                 | 3:39 |
| 3.    | Siege of Antioch              | µ-Ziq                 | 4:16 |
| 4.    | Octelcogopod                  | Electric Company (en) | 4:48 |
| 5.    | On/Off (feat. Mike Dykehouse) | µ-Ziq                 | 3:44 |
| 6.    | Silk Ties                     | Rude Ass Tinker       | 4:25 |
| 7.    | AEC Merlin                    | µ-Ziq                 | 3:27 |
| 8.    | Grape Nut Beats (Pt.1)        | µ-Ziq                 | 5:21 |
| 9.    | Grape Nut Beats (Pt.2)        | µ-Ziq                 | 5:09 |
| 10.   | Mouse Bums                    | µ-Ziq                 | 4:30 |
| 11.   | Fall of Antioch               | µ-Ziq                 | 2:04 |
| 12.   | My Mengegus                   | µ-Ziq                 | 6:57 |
| 52:32 |                               |                       |      |